# Benkadi (Burkina Faso)
Pour les articles homonymes, voir Benkadi.
Benkadi est une commune rurale située dans le département de Di de la province du Sourou dans la région de la Boucle du Mouhoun au Burkina Faso.

## Santé et éducation
Le centre de soins le plus proche de Benkadi est le centre de santé et de promotion sociale (CSPS) de Di tandis que le centre médical avec antenne chirurgicale (CMA) de la province se trouve à Tougan.